# Бучок Роман Олексійович
Бучо́к Рома́н Олексі́йович (12 червня 1924, с. Бережанка, нині Чортківський район, Тернопільська область — 21 жовтня 2014, Канада) — український лікар, громадський діяч. Доктор медицини (1954). Член УЛТ Північної Америки.

## Біографія
Навчався в гімназії «Рідної школи» в Чорткові, потім — у Тернополі.
Від 1943 — у дивізії «Галичина». Брав участь у боях у Словаччині, Югославії й Австрії.
Студіював медицину в Мадриді. Згодом емігрував до Канади, де 1956 відкрив приватну лікарняну практику у Вінніпезі, від 1958 — засновник клініки McGregor Medical Centre, старший партнер та ординатор у лікарнях Мізерікордія Дженерал і Севен Овкс.
Автор наукових праць і досліджень. Професор кафедри медичної філософії Університету Вінніпега. Президент Медичної християнської фундації Канади та Медичного католицького товариства в Манітобі. Президент Братства українців-католиків Канади. Почесний член Лицарів Колумба; найменований «Мужем тисячоліття» за фінансовий та організаційний внесок у святкування 1000-ліття хрещення Руси-України (1988). Член клубу Українських професіоналістів та підприємців, Ради освітньої фундації, Братства колишніх вояків 1-ї Української дивізії Української Національної Армії та ін.